# Dolná Poruba
Dolná Poruba (Hongaars: Bérces, Duits: Unterporub) is een Slowaakse gemeente in de regio Trenčín, en maakt deel uit van het district Trenčín.
Dolná Poruba telt 833 inwoners.